# 福岡中2いじめ自殺事件
福岡中2いじめ自殺事件（ふくおかちゅうにいじめじさつじけん）とは、2006年（平成18年）10月11日にいじめを苦にした少年が自殺した事件である。いじめのきっかけが元担任教師による生徒達に対する不適切な言動だったことが調べで分かり、いじめが再び社会的に注目を浴びた事件である。

## 経緯
2006年（平成18年）10月11日、筑前町立三輪中学校に通う13歳の中学2年生の少年がいじめを苦にした遺書を残し、自宅の倉庫内で首を吊って自殺した。同中学校の調査により、同少年が中学1年の頃に受けたいじめについて当時学年主任で担任だった男性教師へ相談したところ、同教師がクラス内で相談内容を漏らしたために、いじめがエスカレートしたこと、この同教師は同少年へのいじめにも荷担し、これが少年への自殺の要因のひとつとなっていたことが発覚した。同教師はその年度より担任を外されていたが、引き続き同校で国語担当の学年主任を務めていた。同教師は同少年の遺族に謝罪し「一生償います」と述べたものの、遺族から詰問される結果となった。
この元担任は「からかいやすかったから（亡くなった）生徒を罵倒した」と述べた。元担任は生徒を、国語の成績別に、イチゴの品種を用いて呼んでいた（とよのか（非常によい生徒）、あまおう（よい生徒）、ジャムにならない（悪い生徒）、出荷できない（非常に悪い生徒））。またこの元担任は優等生の同少年に対しては「偽善者にもなれない偽善者」などの問題のある発言を繰り返していた。さらに女子生徒に対しても「お前は太っているから豚だね」と暴言を吐き、クラス内でのいじめを誘発した。
このような状況下で少年達が自殺をちらつかせていた同少年に対し「本気なら下腹部を見せろ」と言う旨を発言しズボンを脱がそうとし自殺に至った。この少年達は同少年の葬儀にて笑いながら棺の中を携帯電話のカメラで撮ろうとしたり、自殺後「せいせいした」「別にあいつがおらんでも、何も変わらんもんね」などと発言していたと言う。また、他の生徒達も同少年と同じくいじめられていたようで苦情も来た。
学校側は当初いじめを否定していたが、後に発言を翻す。10月15日に遺族に謝罪したが、その後、元担任の問題発言について「誘因になったと思うが、主因かどうかはわからない」と事件の前提を覆しかねない発言をした。10月16日に行われた全校生徒への朝礼の際は校長が「先生たちがちょっと手を抜いちゃいました。ごめんなさい」といった不適切発言がされて話題となった。また、いじめは中学校でも実際には複数把握していたにもかかわらず、「0件」と不正に報告していたことも判明した。この件に関して学校側は「いじめは解決済みで問題がないとして0件として報告した」というが、これは文部科学省ガイドラインにも抵触する内容である。

## 事件後
2006年（平成18年）10月19日、今回の事件を受けて文部科学省は都道府県・政令指定市教育委員会の生徒指導担当者らを集めた緊急会議を開き、いじめに関する指導体制の総点検を求めた。また、同日に発売された「週刊新潮」10月26日号の記事に少年の実名が掲載されたため、少年の両親の代理人を務める弁護士は「生徒や遺族のプライバシーを著しく侵害するもので、絶対に容認できない」と記載した警告書を新潮社に郵送し、実名が掲載された雑誌の回収などの措置を求めた。さらに同記事には元担任教師とされる顔写真と実名が掲載された。
2006年（平成18年）10月25日、教育再生会議の第2回会合が開催され、教育に関する国民の意見を電子メールや郵送で受け付ける「教育再生ホットライン」の設置を決定した他、山谷えり子担当室事務局長と義家弘介担当室長は少年の両親や学校の関係者から聞き取り調査を行う方針を固めた。
2007年（平成19年）2月19日、福岡県警は事件当時にいじめ被害者の手足を押さえつけてズボンを脱がそうとしたという、暴力行為等処罰法違反の疑いや非行事実で、14歳の同級生3人を書類送検、当時13歳のため刑事責任が問えない2人を児童相談所に通告した。自殺した生徒の母親は2007年2月に生徒の実名を公表。いじめの根絶を訴えた。
2007年（平成19年）5月11日、福岡法務局は元担任教師がプライバシーを侵害する言動を行い、また前校長はいじめの防止の取り組みが不十分であったとして、二人に対し「説示」の措置を取った。また、現校長と筑前町教育委員会にいじめの再発防止を求める「要請」の措置を取った。
2007年（平成19年）6月18日、福岡家裁は送致されていた同級生3人全員を不処分とする決定をした。この決定は非行事実については認めており、教師ら学校側の責任も言及されている。
また、自殺した少年が遺書に「生まれかわったらディープインパクトの子供で最強になりたい」と記していたことが明らかになった。これを受け、蹄鉄製造会社の社長がディープインパクトが使用していたものと同型の蹄鉄を遺族に贈呈し、ディープインパクトの主戦騎手を務めていた武豊が遺族に自らのサイン色紙を贈っている。

## 情報開示請求
調査には不透明な部分が多かったため、2007年9月14日に行政機関の保有する個人情報の保護に関する法律に基づき遺族が福岡法務局に対し調査の開示請求を行ったが、11月13日に開示された情報はほとんど黒塗り状態で、遺族は憤りを隠せず抗議したが、鳩山邦夫法務大臣は12月4日の会見で「まったくのオープンというわけにはいかない」と述べている。